# Osvaldo Coluccino
Osvaldo Coluccino (Domodossola, 22 aprile 1963) è un compositore e poeta italiano.

## Biografia
Le sue musiche sono state eseguite in alcuni dei principali festival di musica classica (si ricordano quelli all'Abbazia di Royaumont, concerto in coproduzione con IRCAM-Centre Pompidou, Parigi, Bologna Festival, Romaeuropa Festival, Guildhall School of Music and Drama a Londra, Estate Fenice a Venezia, Festival WØD-Weinberg nella Orchesterhaus dell’Orchestra del Mozarteum di Salisburgo, Nuova Consonanza di Roma, Tempo Reale di Firenze, Festival Cervantino in Messico…), a cura di vari musicisti (ad es. Ensemble Recherche di Friburgo, Stadler Quartett di Salisburgo, Nieuw Ensemble di Amsterdam, Exaudi Vocal Ensemble di Londra…), e sono state trasmesse dalle radio nazionali di diverse nazioni (SWR, Radio France France Musique, ORF, RAI Radio3, BR-Klassik (Bayerischer Rundfunk), Kulturradio RBB (Rundfunk Berlin-Brandenburg), Concertzender, RTBF Musiq 3, Klara VRT, RTP Rádio e Televisão de Portugal Antena 2, Rai Filodiffusione, Radio Vaticana…). Ha ricevuto commissioni fra gli altri da Gran Teatro La Fenice di Venezia, Orchestra Sinfonica Nazionale della RAI, Biennale di Venezia, Milano Musica (Teatro alla Scala), Transit Festival Leuven, Muziekcentrum De Bijloke Gent, Conservatorio Reale di Bruxelles, Festival Angelica (con Orchestra del Teatro Comunale di Bologna), Compagnia per la Musica in Roma e altri. Alcune delle principali etichette discografiche per la musica classica contemporanea (Kairos di Vienna, Neos di Monaco, Col legno di Vienna…) hanno pubblicato suoi album, mentre sue partiture sono state pubblicate dalle edizioni Rai Trade (ora Rai Com).
È stato lo storico della musica Luigi Pestalozza a scoprirlo come compositore, e fra i musicologi che ne hanno scritto si annoverano Angela Ida De Benedictis (in Edizioni del Teatro alla Scala), Angelo Foletto (Repubblica), Mario Gamba (Il Manifesto), Mario Messinis (Il Gazzettino), Paolo Petazzi (Classic Voice e Takte-Bärenreiter), all'estero Reinhard Ermen (MusikTexte, Colonia), Pierre Rigaudière (Diapason, Parigi, 5 diapasons dalla rivista che conferisce anche il Diapason d'Or), Liam Cagney (Gramophone, Londra), Dirk Wieschollek (NMZ, Amburgo), Daniel Ender (ÖMZ, Vienna)…
Ha svolto anche un'intensa attività di poeta dal 1987 al 2003, pubblicando alcuni libri e su rinomate riviste letterarie (Il Verri, Anterem…). È stato scoperto da Stefano Agosti nel 1990, che lo ha portato a esordire, con sua prefazione, sull'Annuario di Poesia 1991-92 di Crocetti Editore. Ha pubblicato anche libri d'artista costituiti da sue poesie e opere d'arte originali di artisti importanti (vedi sotto in “Poesia”).

## Discografia
- Quale velo (2001), in AA.VV. Crossroads, Ensemble Monesis, direttore Flavio Emilio Scogna, VDM Records, Roma 2008
- Voce d'orlo (2004-2007), musica da camera, Ensemble Algoritmo, direttore Marco Angius, introduzione di Paolo Petazzi, Rai Trade, Roma-Milano 2009
- Neuma q (2006), musica elettroacustica, Die Schachtel, Milano 2010
- Gemina (2002-2008), musica da camera, interpreti vari, Due Punte Classica, 2010
- Atto (2011), musica per oggetti acustici, Another Timbre, Sheffield 2012
- Stanze (2004-2011), Alfonso Alberti pianoforte, Col legno, Vienna 2012
- String Quartets (2002-2008), Quartetto d'Archi del Teatro La Fenice (con la partecipaz. di Achille Gallo), Neos, Monaco 2012
- Oltreorme (2012), musica per oggetti acustici, Another Timbre, Sheffield 2013
- Parallelo (2007-2009), musica elettroacustica, Unfathomless, Bruxelles 2015
- Dimensioni (1997-2007), musica elettroacustica, Die Schachtel, Milano 2015
- Emblema (2009-2015), musica da camera, Ex Novo Ensemble, Kairos, Vienna 2018
- Interni (2017-2018), musica per flauto solo, Roberto Fabbriciani, Kairos, Vienna 2019
- Absum (1999), musica elettroacustica, Inexhaustible Editions, Lubiana 2021
- Prima stanza (2004), in AA.VV. Notturni, Ilaria Baldaccini pianoforte, EMA Vinci Records, Firenze 2021
- Rispecchiato in quarzo (2020-2023), strumento solo ed elettronica, Jan Michiels pianoforte, Carl Rosman clarinetto contrabbasso, Daniel Agi flauto basso, Kairos, Vienna 2025

## Opere scelte

### Musica vocale
- Nel distacco (2003), per 8 voci, su sue poesie
- Senza smuovere la brezza (2005), per 8 voci (o versione per 14 voci), su sua poesia
- Il primo luogo (2006), per 4 voci femminili, su sua poesia
- Afea (2006), per soprano, clarinetto e percussioni, su sua poesia
- Scomparsa (2007), per 6 voci, su suo testo teatrale
- Il viaggio di ritorno (2013), per 5 voci, su sue poesie

### Musica orchestrale e per grosso ensemble
- Archeo (2003-2004), per orchestra. Prima esecuzione Orchestra Sinfonica Nazionale della RAI, Auditorium RAI, Torino
- Onda, spora – Atopica (2003), per 9 strumenti. RAI Trade ed. Commissione dell'Orchestra Sinfonica Nazionale della RAI
- Out of the oasis (2005), per 10 archi. RAI Trade ed.
- Gamete stele (2007), per 9 strumenti. RAI Trade ed. Commissione della Biennale di Venezia e Compagnia per la Musica in Roma
- Emblema 2 (2009-2012), per 12 strumenti. Commissione dell'Orchestra della Toscana, Firenze
- Fissità, aria (2013), per 13 strumenti. Commissione Gli Amici di Musica/Realtà, Milano (con Orchestra Cantelli di Milano)
- Destato nel respiro (2018), per 14 strumenti. Commissione del Festival Angelica (con Orchestra del Teatro Comunale di Bologna), Bologna

### Musica da camera
- Aion (2002) RAI Trade ed. eAttimo (2007), per quartetto d'archi.
- Diade (2002-2011), 11 duetti misti
- Voce d'orlo (2004-2008), 6 brani di musica da camera RAI Trade ed.
- Stanze (2004-2011), 12 brani per pianoforte
- Emblema (2009-2015), 6 brani di musica da camera
- Interni (2017-2018), 6 brani per flauto
- Rispecchiato in quarzo (2020-2023), 3 brani per strumento solista ed elettronica.

### Musica elettroacustica e per oggetti acustici
- Dimensioni (1997-2007), 9 brani
- Absum (1999), 6 brani
- Neuma q (2006), 4 brani
- Parallelo (2007-2009), 2 breani

- Atto (2011), 5 brani per oggetti acustici
- Oltreorme (2012), 4 brani per oggetti acustici

## Poesie
- Strumenti d’uso comune, introduzione di Stefano Agosti, Campanotto Editore, Udine 1994
- Quelle volte spontanee, nota critica di Giuliano Gramigna, Anterem, pubblicazione per la vincita del Premio di poesia Lorenzo Montano, Verona 1996
- Appuntamento, postfazione di Giorgio Luzzi, acquaforte originale di Francesco Franco, collana diretta da Flavio Ermini, Anterem, Verona, 2001
- Gamete, postfazione di Gilberto Isella, copertina originale di Giulio Paolini, design di Franco Mello, Coup d'Idée Edizioni d'Arte, Torino 2014. ISBN 978-88-908853-2-7
- Scomparsa, tragedie in versi, collana diretta da Paolo Valesio, Puntoacapo Editrice, Pasturana 2020. ISBN 978-88-6679-273-4
- Cieli d’assenzio, poemetti, introduzione di Giovanni Tesio, collana diretta da Giovanni Tesio, Casa editrice Rocco Carabba, Lanciano 2023. ISBN 978-88-6344-718-7
- L'abbaglio del volatile, prose e racconti, Casa editrice Rocco Carabba, Lanciano 2024. ISBN 978-88-6344-753-8
- Fra i libri d'artista – alcuni dei quali presentati o esposti alla Galleria civica d'arte moderna e contemporanea di Torino, al 	Palazzo dei Musei (Modena), (Biblioteca d'Arte e Architettura Poletti (con Università di Bologna) nel Festivalfilosofia di Modena), al Museo d'arte contemporanea Donnaregina (Museo Madre) di Napoli, al Museo d'arte contemporanea del castello di Rivoli… – si annoverano Appuntamento con illustrazioni di Marco Gastini, design di Franco Mello, prefazione di Stefano Agosti, Coup d'Idée Edizioni d'arte, Torino 2010; Manto con opere di Franco Guerzoni, Rodriguez Editore, Pescara 2021; una collezione di tre libri cioè Quale leggerezza con opere di Tommaso Cascella, Essenze, assenze con opere di Giulia Napoleone, Diktaion, con opere di Bruno Ceccobelli, Rodriguez Editore, Pescara 2022; Canto del risveglio con opere di Alfonso Filieri, Archivio Orolontano, Roma 2022; Ai piedi degli alberi, con opere di Giulia Napoleone, Stamperia d'Arte Il Bulino, Roma 2023; con l'artista Giulia Napoleone ha pubblicato anche i libri Fontana, Edizioni Pulcinoelefante, Osnago 2022, e Una eco, Edizioni Il ragazzo innocuo, Milano 2022.